# Yes, Yes, Nanette
Yes, Yes, Nanette é um curta-metragem mudo norte-americano de 1925, do gênero comédia, dirigido por Stan Laurel e Clarence Hennecke — estrelado por Oliver Hardy.

## Elenco

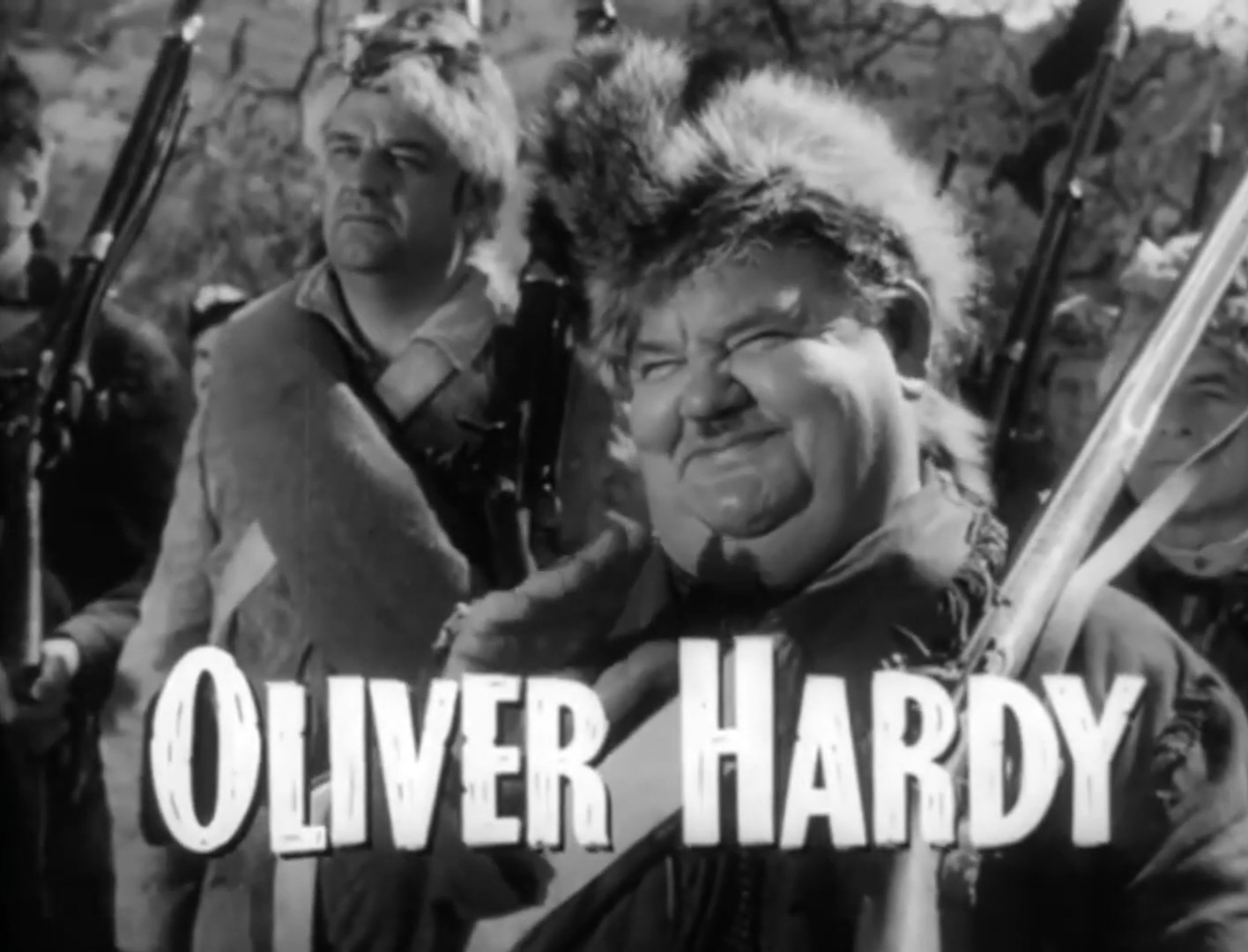
Oliver Hardy

- James Finlayson - Hillory, o novo marido (como Jimmie Finlayson)
- Jack Gavin - Pai de dez filhos
- Grant Gorman - Sonny Bryan
- Sue O'Neill - Filha
- Lyle Tayo - A noiva
- Oliver Hardy - Seu ex-namorado (como "Babe" Hardy)